# Віллем де Кунінг
Віллем де Кунінг (нід. Willem de Kooning; нідерландська вимова де Конінг, 24 квітня 1904, Роттердам — 19 березня 1997, Лонг-Айленд) — провідний художник і скульптор другої половини XX століття, один з лідерів абстрактного експресіонізму.

## Біографія
Уродженець Роттердаму, в 1926 нелегально виїхав до США, протягом наступних 70 років жив і працював у Нью-Йорку. Товаришував з Аршилем Горкі, який суттєво вплинув на його творчість.
Індивідуальна манера де Кунінга склалася на рубежі 1930-х і 1940-х рр. під впливом Пікассо і Міро. У 1943 р. він одружився з відомою художницею Елен Фрід. У 1950-ті рр. де Кунінг йде шляхом спрощення, розробляє так звані «фігуративні абстракції». Самотня жіноча постать під дією несамовитих, пастозних «мазків-ударів» на полотнах де Кунінга перетворюється в якийсь мальовничий тотем, відкритий для радикальних фрейдистських прочитань.
З часом полотна де Кунінга наповнюються пейзажними мотивами, стають все менш предметними. Тяжіння до навмисної декоративності переважає в роботах його пізнього періоду, ускладненого алкоголізмом і хворобою Альцгеймера. Незважаючи на неоднозначний характер творчості де Кунінга, він став першим художником, удостоєним Імператорської премії.

## Успіх
- У 2007 р. його третя картина із серії «Жінки» була продана за 137,5 млн доларів, ставши другим за вартістю твором мистецтва в історії (нині займає третє місце)[16].

Ретроспектива Віллема де Кунінга в MoMA стала найбільш відвідуваною нью-йоркською виставкою 2012 року та тринадцятою за відвідуваністю виставкою в світі.